# Danilo Leva
Danilo Leva (Roma, 9 maggio 1978) è un politico italiano.

## Biografia
Danilo Leva è nato il 9 maggio 1978 a Roma, ma le sue radici sono in Molise, a Fornelli, in Provincia di Isernia.
Dal 1996 al 2001 ha militato nella Sinistra Giovanile, ricoprendo anche le funzioni di segretario regionale del Molise della medesima organizzazione.
Dal 2001 al 2006 è stato segretario dei DS (Federazione Isernia), nonché componente della Segreteria regionale del Partito e della stessa direzione Regionale.
Nel frattempo ha conseguito la laurea in Giurisprudenza per poi diventare avvocato.
Dal 2004 al 2009 è stato consigliere comunale del Comune di Fornelli (IS).
Nel novembre del 2006 è stato eletto consigliere regionale nella lista dei DS ed ha, quindi, ricoperto la carica di vicepresidente della prima Commissione permanente Bilancio e Programmazione, oltre ad essere membro della Commissione speciale Affari Comunitari.
Ha partecipato attivamente alla costituzione del Partito Democratico, rivestendo prima il ruolo di vice segretario regionale del Pd Molise, poi, dal 25 ottobre 2009 ad oggi, quello di segretario.
Nel 2011 è stato confermato consigliere regionale.
Nel 2013 è stato eletto alla Camera dei deputati ed ha ricevuto l'incarico di vicepresidente della Giunta per le Autorizzazioni a Procedere, ed il ruolo di Presidente nazionale del Forum Giustizia del PD nominato dal Segretario "reggente" Guglielmo Epifani.
Lascerà la carica di Presidente nazionale del Forum Giustizia dopo la vittoria alle primarie di Matteo Renzi diventando un componente di spicco della commissione Giustizia.
Nel dicembre del 2014 gli viene conferito l'incarico di vice responsabile dell'organizzazione del Partito Democratico.
Alle elezioni politiche del 2018 è ricandidato alla Camera con Liberi e Uguali nella circoscrizione Abruzzo, ma non viene più eletto.

## Professione
È Avvocato penalista e cultore della materia presso la cattedra di diritto penale dell'Università telematica “Guglielmo Marconi” di Roma.
Si è occupato nel corso della sua attività professionale di processi penali per “white collar crimes” difendendo numerosi amministratori pubblici locali, nonché di processi riguardanti reati ambientali assumendo la difesa di importanti società del settore. Inoltre, ha prestato il proprio patrocinio in procedimenti relativi ai reati contro il patrimonio o la fede pubblica.
È presente in vari processi di rilievo nazionale quali quelli relativi al “disastro ferroviario di Roccasecca”, alla “clinica degli orrori”, ai “capi contraffatti Ittierre”, ai fatti di cronaca afferenti “mafia capitale”, al procedimento penale denominato il “padrino”, al cosiddetto “Processo Condor” avente ad oggetto la repressione dei crimini posti in essere durante le dittature militari anticomuniste insediatesi nell'America Latina con l'Operazione Condor.
Promotore di diverse proposte di legge in materia di diritto e procedura penale; ha lasciato la sua impronta su importanti provvedimenti quali la riforma dell'istituto della custodia cautelare, il cosiddetto decreto carceri e la riforma della responsabilità civile dei magistrati di cui è stato relatore e primo firmatario.